# بارک مارکس
بارک مارکس (به انگلیسی: Bark Marques) یک کشتی بود که طول آن ۱۲۰ فوت (۳۷ متر) بود. این کشتی در سال ۱۹۱۷ ساخته شد.